# Gare de Machelen (Brabant flamand)
 (août 2025).
Pour les articles homonymes, voir Gare de Machelen.
La gare de Machelen (Brabant) est une ancienne gare ferroviaire belge de la ligne 27, de Bruxelles-Nord à Anvers-Central, située sur le territoire de la commune de Machelen dans la province du Brabant flamand en région flamande. Elle ne doit pas être confondue avec l'ancienne gare de Machelen-sur-Lys (Machelen-aan-de-Leie), en Flandre-Orientale, qui était située sur la ligne 75 Gand – Courtrai – Lille.

## Situation ferroviaire
Cette halte, aujourd'hui fermée au trafic régulier de voyageurs, est située au point kilométrique 7,206 de la ligne 27 de Bruxelles-Nord à Anvers-Central, entre les gares ouvertes de Schaerbeek et de Vilvorde.

## Histoire
La gare ouvre ses portes en 1935 pour remplacer la Gare de Haren-Nord.
Elle ferme en 1993, la zone restant desservie par la Gare de Buda toute proche.
Depuis lors, les installations sont à l'abandon mais elles n'ont pas été détruites : les quais envahis par les mauvaises herbes sont clairement reconnaissables à leur bord blanc sur la vue aérienne à grande échelle de Google Maps, environ 150 m au nord du pont sur la chaussée de Buda. Il serait donc possible de rouvrir temporairement cette halte si pour quelque raison (travaux, accident, catastrophe naturelle, …) la halte Buda devenait provisoirement inaccessible.
Il y avait depuis 2010 des projets visant à rouvrir la halte Machelen au détriment de la halte Buda un peu plus lointaine, dans le cadre de Uplace (un grand centre commercial à Machelen à la limite de Vilvorde) mais en 2017 le Conseil d'État cassa le plan régional d'exécution et en 2020 la Région flamande fit savoir que la halte Machelen ne serait pas rouverte. Entretemps il fut décidé de développer le nouveau BROEKLIN (nouveau nom de Uplace) mais dans ce plan il n'y a plus de place pour la halte Machelen et c'est la gare de Vilvorde qui devient le mobilteitstrekker des environs. La halte Buda reste ouverte.

## Galerie

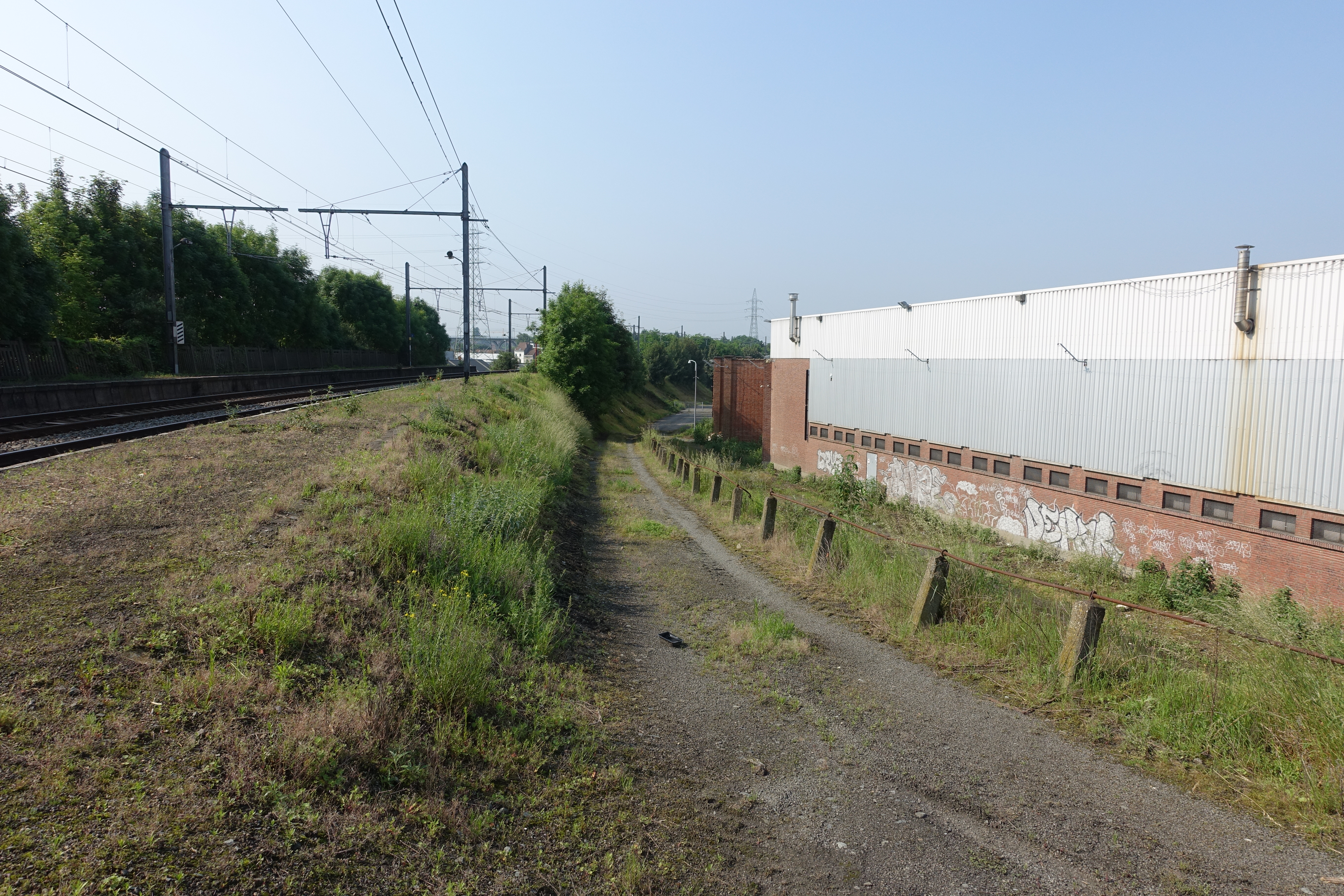
Accès par la chaussée de Buda.
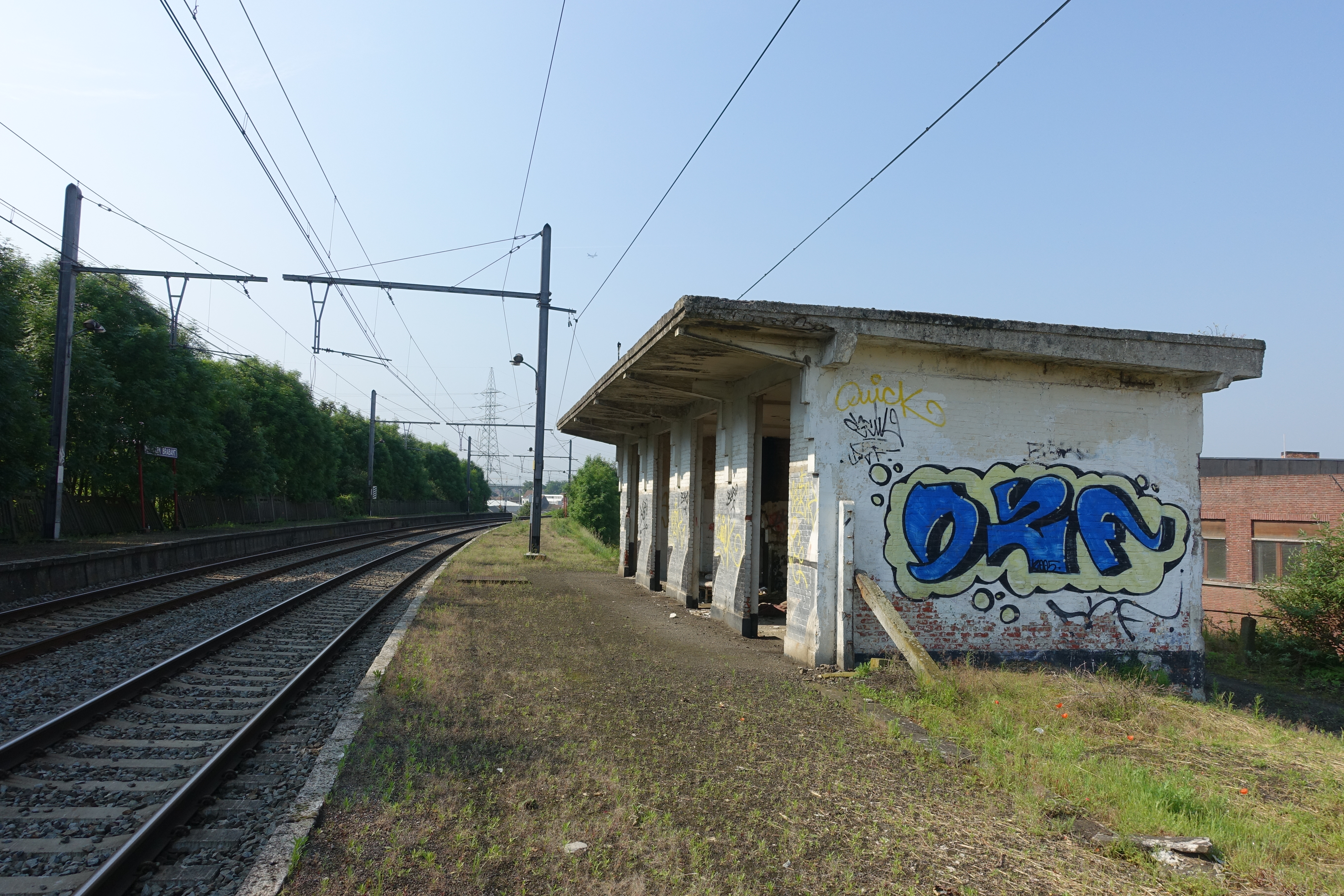
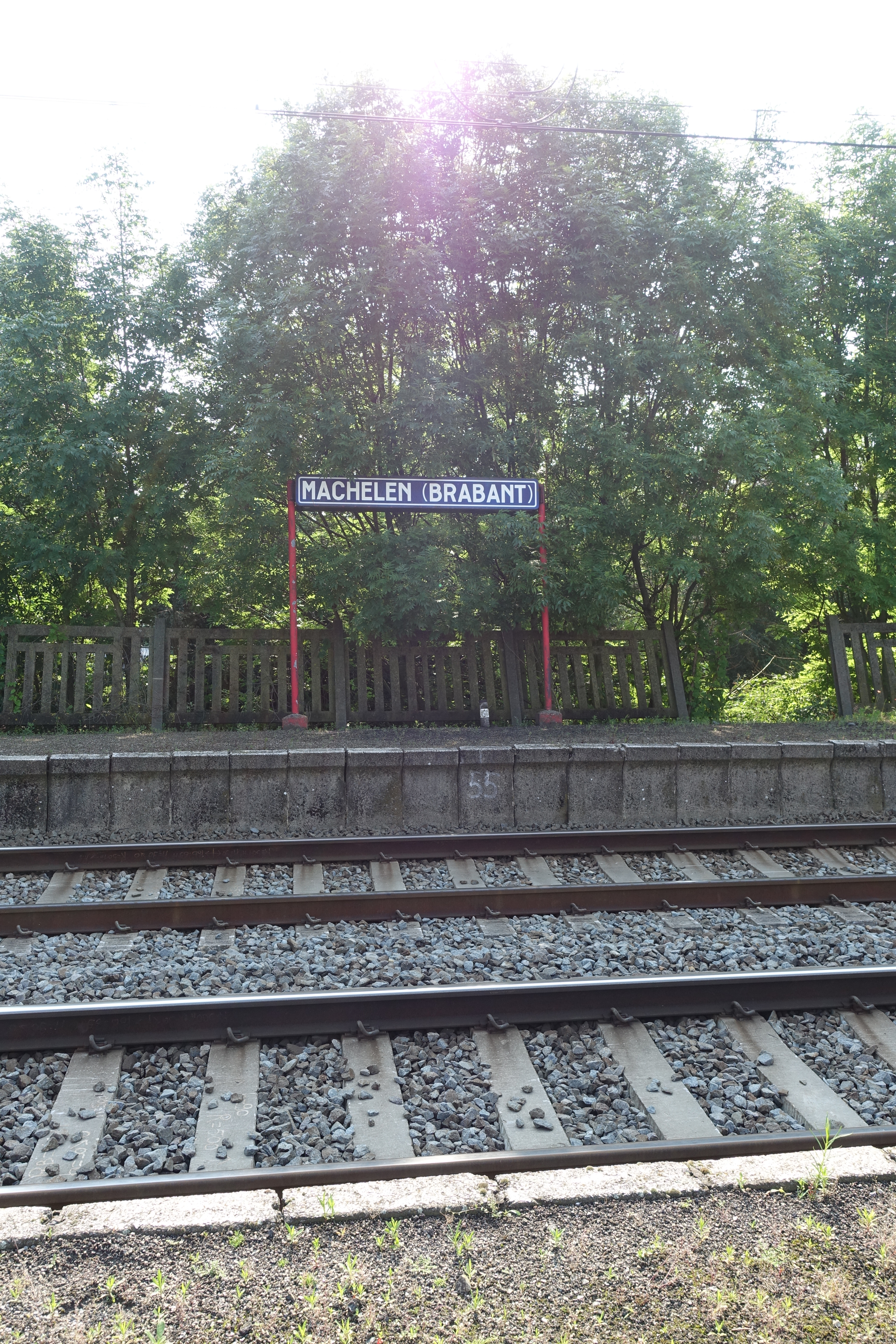